# 姚瑩瑩
姚瑩瑩（英語：Eileen Yeow，1972年1月4日—）,出生於新加坡的香港女藝人，祖籍廣東潮州，現為香港無綫電視基本藝人合約女藝員。

## 簡介
姚瑩瑩1991年奪得新加坡小姐冠軍，代表新加坡參加環球小姐。姚瑩瑩和袁詠儀參加同一屆的環球小姐，結成好朋友。袁詠儀引薦她來香港發展，為1995年無綫電視藝員訓練班第八期藝員進修班旁聽生。姚瑩瑩於第八期藝員進修班畢業後簽約成為無綫電視藝員，成為同年末始力棒的五美其中之一。
姚瑩瑩入行早期認識了無綫的化妝師並開始拍拖，2000年向媒體披露已分手，體重暴跌，在2000年劇集《大囍之家》宣傳活動中穿着婚紗淚灑當場。
2011年6月，姚瑩瑩為拍拖8年的圈外男友誕下9.2磅男嬰，兒子叫梁淦賢（Evan）。她指未有結婚打算，會低調處理感情事。

## 演出作品

### 電視劇（無綫電視）
| 首播           | 劇名                     | 角色                     | 性質                 |
| 1995年         | 真情                     | 桂州醫院人員             |                      |
| 1996年         | O記實錄II                | 楊燕萍                   | 客串                 |
| 1996年         | 900重案追兇              | Brenda                   | 客串                 |
| 1997年         | 刑事偵緝檔案III          | 方念晴                   | 單元女主角           |
| 1997年         | 壹號皇庭V                | 趙麗瑩                   | 单元女主角           |
| 1997年         | 隱形怪傑                 | Apple                    | 女配角               |
| 1998年         | 天地豪情                 | 高雅雯（Apple）          | 女配角               |
| 1998年         | 掃黃先鋒                 | 張曼紅                   | 客串                 |
| 1998年         | 師奶強人                 | 唐詠琪                   | 女配角               |
| 1998年         | 妙手仁心                 | 周淑瑛                   | 客串                 |
| 1999年         | 刑事偵緝檔案IV           | 邵之藍（Gigi）           | 女配角               |
| 1999年         | 洗冤錄                   | 藍彩蝶                   | 第四女主角           |
| 1999年         | 網上有情人               | 蔡 玉                    | 客串                 |
| 1999年         | 鑑證實錄II               | 霍惠思                   | 单元女主角           |
| 1999年         | 全院滿座                 | 何婉君                   | 女配角               |
| 2000年         | 陀槍師姐II               | 沈 翹                    | 女配角               |
| 2000年         | 大囍之家                 | 唐亦舒                   | 女配角               |
| 2001年         | 尋秦記                   | 朱姬                     | 女配角               |
| 2001年         | 七姊妹                   | 陳素玉                   | 女配角               |
| 2002年         | 情牽百子櫃               | 房 姣                    | 女配角               |
| 2002年         | 情事緝私檔案             | 姚 寧                    | 單元女主角           |
| 2003年         | 智勇新警界               | 劉玉欣                   | 第三女主角           |
| 2003年         | 衛斯理                   | 余 花                    | 女配角               |
| 2003年         | 衝上雲霄                 | MiMi                     | 客串                 |
| 2003年         | 當四葉草碰上劍尖時       | 鄭心媚                   | 女配角               |
| 2004年         | 花樣中年                 | 孫樂兒                   | 客串                 |
| 2004年         | 怪俠一枝梅               | 歐陽夫人                 | 女配角               |
| 2005年         | Yummy Yummy              | 游惠心                   | 女配角               |
| 2005年         | 翻新大少                 | 卓 寧／敖彩寧            | 第四女主角           |
| 2005年         | 隨時候命                 | Cat姐                    | 女配角               |
| 2005年         | 窈窕熟女                 | 林佩絲                   | 单元女主角           |
| 2005年         | 我的野蛮奶奶             | 趙淑玲                   | 女配角               |
| 2005年         | 心理心裏有個謎           | 邢 楓                    | 客串                 |
| 2006年         | 施公奇案                 | 賈秀玉（二奶奶）         | 女配角               |
| 2006年         | 人生馬戲團               | 宋妙思                   | 第四女主角           |
| 2006年         | 高朋滿座                 | 呂 甜                    | 单元角色             |
| 2006年         | 賭場風雲                 | 石婉瑩                   | 女配角               |
| 2006年         | 愛情全保                 | 麥杜秋娟                 | 女配角               |
| 2007年         | 師奶兵團                 | 佘 太                    | 女配角               |
| 2007年         | 爸爸閉翳                 | Jessica                  | 客串                 |
| 2007年         | 奸人堅                   | 張帶連                   | 女配角               |
| 2007年         | 律政新人王II             | Zanbi                    | 客串                 |
| 2008年         | 野蠻奶奶大戰戈師奶       | Carol                    | 女配角               |
| 2008年         | 和味濃情                 | Mandy                    | 客串                 |
| 2008年         | 甜言蜜語                 | 孫燕芬                   | 女配角               |
| 2008年         | 疑情別戀                 | 招艷紅                   | 女配角               |
| 2008年         | 法證先鋒II               | 鍾婉媚                   | 單元女主角           |
| 2008年         | 尖子攻略                 | 蘇友薇                   | 女配角               |
| 2008年         | 與敵同行                 | 利珮珊                   | 女配角               |
| 2009年         | 大冬瓜                   | 李 愛                    | 女配角               |
| 2009年         | ID精英                   | 韓素貞（Mary）           | 女配角               |
| 2009年         | 畢打自己人               | 莊姑娘                   | 客串                 |
| 2009年         | 富貴門                   | 梁韻怡（Wendy）          | 女配角               |
| 2009年         | 巴不得爸爸...            | 趙牡丹                   | 单元女主角           |
| 2010年         | 五味人生                 | 阿 環                    | 女配角               |
| 2010年         | 秋香怒點唐伯虎           | 李玉嬌                   | 女配角               |
| 2010年         | 鐵馬尋橋                 | 侯荷花                   | 女配角               |
| 2010年         | 施公奇案II               | 賈秀玉（二奶奶）         | 第四女主角           |
| 2010年         | 女人最痛                 | 金 太                    | 客串                 |
| 2010年         | 讀心神探                 | 吳美如                   | 单元角色             |
| 2010年         | 巾幗梟雄之義海豪情       | 黃李玉琼（黃師奶）         | 女配角               |
| 2010年         | 依家有喜                 | 藍 太                    | 单元角色             |
| 2011年         | 魚躍在花見               | 田嘉穗（Yoshiho）        | 女配角               |
| 2011年         | 誰家灶頭無煙火           | May                      | 女配角               |
| 2011年         | 七號差館                 | 陳護士長                 | 客串                 |
| 2011年         | 團圓                     | 萬淑娟                   | 客串                 |
| 2011年         | 荃加福祿壽探案           | 董 太                    | 單元角色             |
| 2011年         | 結·分@謊情式             | 吳德嫻（Maggie）         | 女配角               |
| 2012年至2015年 | 愛·回家 (第一輯)         | 樓尚好（Amanda）         | 女配角               |
| 2012年         | 飛虎                     | 張小瑩                   | 單元角色             |
| 2012年         | 雷霆掃毒                 | 朱麗霞                   | 閒角                 |
| 2012年         | 幸福摩天輪               | 嬌 姨                    | 單元角色             |
| 2013年         | 女警愛作戰               | 鍾海雁（Coco）           | 單元角色             |
| 2013年         | 神探高倫布               | 唐 太                    | 女配角               |
| 2013年         | 好心作怪                 | 陳 太                    | 閒角                 |
| 2013年         | 熟男有惑                 | 鄒笑娜                   | 女配角               |
| 2014年         | 再戰明天                 | 響妻子                   | 客串                 |
| 2015年         | 以和為貴                 | 姚碧珊                   | 閒角                 |
| 2016年         | 鐵馬戰車                 | 趙其姿（Margaret）       | 女配角               |
| 2016年         | 愛·回家 (第二輯)         | 樓尚好（Amanda）         | 客串（第993-995集）  |
| 2016年         | 末代御醫                 | 杜秋萍                   | 女配角               |
| 2016年         | 愛·回家之八時入席        | 瑩瑩姐                   | 客串                 |
| 2016年         | 純熟意外                 | 鄧愛君（Ida）            | 單元角色             |
| 2016年         | 完美叛侶                 | 朱仁芳                   | 第四女主角           |
| 2016年         | 為食神探                 | 馬 太                    | 單元角色             |
| 2016年         | 律政強人                 | 謝雪麗                   | 單元女主角           |
| 2016年         | 幕後玩家                 | 名 媛                    | 闲角                 |
| 2016年         | 致命復活                 | 何穎妍（Wing）           | 女配角               |
| 2017年至今     | 愛·回家之開心速遞        | 沈佳儀（Helen、Helen姐） | 單元女主角／固定角色 |
| 2017年         | 全職沒女                 | 羅麗芝                   | 女配角               |
| 2017年         | 親親我好媽               | 張古慧君（張太）         | 女配角               |
| 2017年         | 蘭花刼（2007年海外首播） | 高莉莉                   | 女配角               |
| 2017年         | 燦爛的外母               | 竇 花                    | 女配角               |
| 2017年         | 雜警奇兵                 | 紅                       | 单元角色             |
| 2017年         | 誇世代                   | 陸月娥                   | 女配角               |
| 2018年         | 平安谷之詭谷傳說         | 老芬嫂                   | 女配角               |
| 2018年         | 波士早晨                 | 徐唐家慧                 | 客串                 |
| 2018年         | BB來了                   | 馬天娜                   | 女配角               |
| 2018年         | 是咁的，法官閣下         | 傑 母                    | 客串                 |
| 2018年         | 救妻同學會               | 唐戴韻萍                 | 女配角               |
| 2019年         | 婚姻合伙人               | 小巴司機                 | 客串                 |
| 2020年         | 機場特警                 | 周鳳珠                   | 女配角               |
| 2020年         | 降魔的2.0                | Lucy                     | 客串                 |
| 2020年         | 過街英雄                 | 鄭 太                    | 客串                 |
| 2021年         | 伙記辦大事               | 袁 佩                    | 客串                 |
| 2021年         | 愛美麗狂想曲             | Helen                    | 客串                 |
| 2021年         | 七公主                   | 李淑芬                   | 客串                 |
| 2021年         | 拳王                     | 余馨韻                   | 女配角               |
| 2022年         | 鐵拳英雄                 | 鍾美琴                   | 女配角               |
| 2022年         | 回歸                     | Shirley                  | 客串                 |
| 2022年         | 痞子殿下                 | 瘋四娘                   |                      |
| 2023年         | 新四十二章               | 孫來弟                   | 女配角               |
| 2023年         | 寵愛Pet Pet              | 芭芭拉                   | 客串                 |
| 2024年         | 飛常日誌                 | 楊麗嫦                   | 客串                 |
| 2025年         | 痞子無間道               | 馬伯娘                   |                      |

### 電影
1997年
- 十萬火急 飾 Janet

2003年
- 龍咁威2003 飾 Linda

2010年
- 72家租客 飾 媒人婆

2013年
- 追凶 飾 女督察
- 盲探 飾 鵬媳婦
- 毒戰 飾 王希妹

### 電視節目（無綫電視）

#### 1996年
- 文化廣場

#### 1997年
- 永安旅遊話你知：點解歐洲咁好玩
- 永安中國旅遊年 吃喝玩樂在貴州

#### 1998年
- 康泰最緊要好玩 泰國旅遊新路線
- 旅遊大搜索

#### 2000年
- 永安旅遊話你知：點解肇慶咁好玩
- 星晨旅遊日本真的感受

#### 2001年
- 永安旅遊話你知：點解歐洲咁好玩
- 極速瘦身大激鬥

#### 2002年
- 永安旅遊話你知：點解廣東咁好玩

#### 2003年
- 漫遊冰城哈爾濱
- 星晨旅遊泰國寮國真程趣

#### 2004年
- 星晨旅遊埃及真程趣

#### 2024年
- 獎門人春節感謝祭[8]

### 參與MV
- 1992年：劉德華《真我的風采》 （页面存档备份，存于）
- 1994年：郭富城《渴望》 （页面存档备份，存于）

## 廣告代言
- 2002年：slimtech beauty減肥堂 （页面存档备份，存于） (洪欣，姚瑩瑩)
- 2015年：維特健靈滋寶奇珍 （页面存档备份，存于）

## 獲得獎項/獎項提名

### 萬千星輝賀台慶
- 1998年：憑《天地豪情》與羅嘉良獲提名1998年度萬千星輝賀台慶「最佳拍擋大獎」最後五强。
- 1998年：憑《天地豪情》入圍1998年度萬千星輝賀台慶「 螢幕大躍進獎（戲劇組）」
- 2002年：憑《情牽百子櫃》入圍2002年度萬千星輝賀台慶「本年度我最喜愛的飛躍進步女藝員」
- 2003年：憑《智勇新警界》入圍2003年度萬千星輝賀台慶「本年度我最喜愛的飛躍進步女藝員」

### 新加坡環球小姐
- 1991年
  - 新加坡環球小姐冠軍
  - 优雅小姐
  - 健美小姐

## 外部連結
- TVB.com—藝人錄（页面存档备份，存于）
- 姚莹莹Eileen 新浪微博（页面存档备份，存于）
- 姚瑩瑩的Instagram帳戶